# Sharrod Ford
Sharrod Victor Ford (Washington D. C., 9 de septiembre de 1982) es un exjugador de baloncesto estadounidense. Con 2,06 metros de estatura, jugaba habitualmente en la posición de pívot. Después de un fugaz paso por la NBA, desarrolló casi toda su carrera en el baloncesto europeo. 

## Trayectoria deportiva

### Universidad
Jugó durante cuatro temporadas con los Tigers de la Universidad de Clemson, en las que promedió 9,8 puntos, 6,5 rebotes y 1,5 tapones por partido. En su última temporada fue incluido en el tercer mejor quinteto de la Atlantic Coast Conference.

### Profesional
Aunque no fue seleccionado en el Draft de la NBA de 2005, en septiembre de ese año consiguió ser fichado por los Phoenix Suns, con los que únicamente disputó tres partidos, en los que promedió 1,3 puntos y 1,0 rebotes. En enero de 2006 fue desvinculado de la franquicia, por lo que arregló su incorporación a los Fayetteville Patriots de la NBA D-League. Allí promedió 13,0 puntos y 8,4 rebotes por partido, despertando el interés de los dirigentes del ALBA Berlin, quienes le ofrecieron un contrato para reforzar al equipo hasta el final de la temporada. 
Concluida su aventura en Alemania, y al no recibir propuestas convincentes de los clubes de su país, decidió retornar a Europa. Jugó la temporada 2007-08 de la LEGA con el Sutor Montegranaro, registrando promedios de 14,2 puntos y 9,8 rebotes por partido. Al año siguiente pasó a La Fortezza Bologna, donde disputó otra temporada completa, promediando 11,3 puntos y 9,4 rebotes y conquistando el FIBA EuroChallenge 2008-09.
Tras una breve experiencia en la filas del Spartak San Petersburgo de Rusia, regresó a la liga italiana para jugar con el Basket Club Ferrara y nuevamente en el Sutor Montegranaro, donde promedió 15,7 puntos y 10,5 rebotes por partido. En 2011 fichó por el Bayern de Múnich, donde sólo permaneció un semestre antes de retornar a su país para fichar con los Erie BayHawks, en lo que constituiría su segundo ciclo en la NBA D-League.
De todos modos con su nuevo equipo sólo disputó seis partidos, en los que promedió 9,0 puntos y 5,5 rebotes.
En agosto de 2012 inició su tercer ciclo en el baloncesto alemán, pero esta vez como ficha extranjera de Brose Baskets. Con ese club jugó dos temporadas antes de migrar a Francia contratado por Paris-Levallois Basket.
Sus últimas dos temporadas como profesional las disputó en el club Acıbadem Üniversitesi S.K., perteneciente a la Türkiye Basketbol 1. Ligi, es decir la segunda categoría del baloncesto turco. 

## Estadísticas de su carrera en la NBA

### Temporada regular
| Temporada | Edad | Equipo       | Liga | Pos. | P | TIT | MIN | TC  | TCA | %TC  | 3P  | 3PA | %3P | TL  | TLA | %TL | R.OF. | R.DEF. | REB | ASIS | ROB | TAP | PER | FP  | PTS |
| 2005-06   | 24   | Phoenix Suns | NBA  | PF   | 3 | 0   | 4.3 | 0.7 | 1.0 | .667 | 0.0 | 0.0 |     | 0.0 | 0.0 |     | 0.3   | 0.7    | 1.0 | 0.0  | 0.0 | 0.3 | 0.7 | 2.3 | 1.3 |
| Total     |      |              | NBA  |      | 3 | 0   | 4.3 | 0.7 | 1.0 | .667 | 0.0 | 0.0 |     | 0.0 | 0.0 |     | 0.3   | 0.7    | 1.0 | 0.0  | 0.0 | 0.3 | 0.7 | 2.3 | 1.3 |